# 芬兰通勤航空

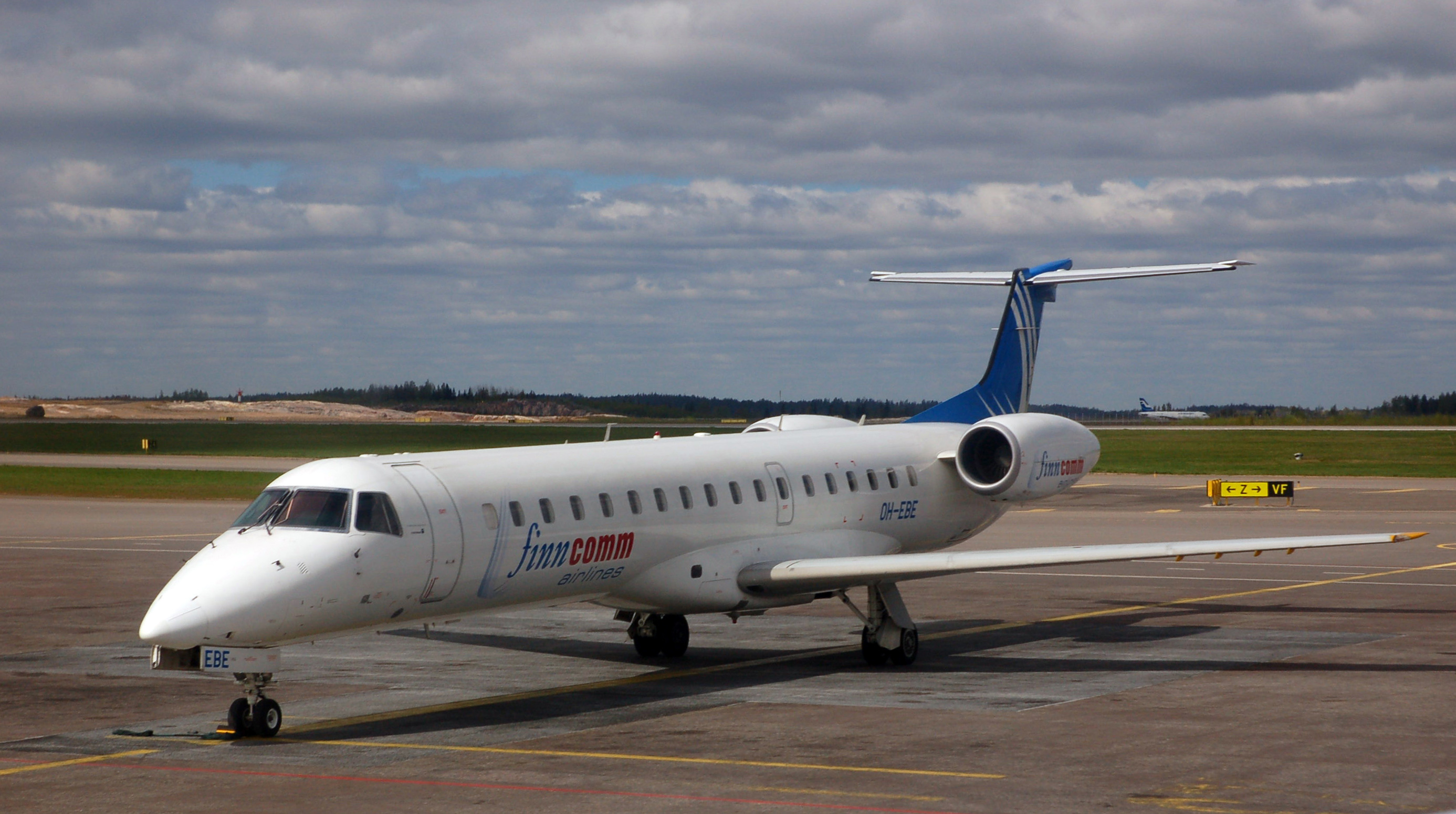
Finncomm Embraer ERJ 145

芬兰通勤航空（Finnish Commuter Airlines Oy，或Finncomm Airlines），曾是芬兰的一家区域性航空公司，总部设在西芬兰省的塞伊奈约基。该公司以赫尔辛基-万塔机场为枢纽，主要经营芬兰国内航线，也开通了至爱沙尼亚、瑞典和德国的航线。芬兰通勤航空是芬兰国内旅客运输量最大的航空公司。

## 历史及现状
1993年，尤哈宁·帕卡里与其父亲创办了芬兰通勤航空，以轻型飞机经营商务包机业务。1999年，为了开通定期航班，芬兰通勤航空与瑞典金色航空合作经营，直到2003年9月取得自己的航空经营许可。
取得航空经营许可后，芬兰通勤航空从瑞士国际航空租借了一架ERJ 145，独立经营定期航班。首飞航线为赫尔辛基－斯图加特。2005年4月，又从瑞士国际航空租借了第二架ERJ 145，开通了赫尔辛基－杜塞尔多夫和赫尔辛基－奥斯陆航线。
2005年巴黎国际航空航天展上，芬兰通勤航空宣布以250万美元的价格引进8架ATR 42-500。这批飞机于同年11月开始到位。而原来从金色航空继承过来的萨博系列飞机则逐渐退役。2006年范恩伯勒国际航展上，芬兰通勤航空签署了将原订的ATR 42-500当中的4架改为ATR 72的合同，后又增补订购了3架。2008年初，公司签署了一份新的合同，将在2009年至2011年引进5架ATR-72。
自1998年起，芬兰通勤航空与芬兰航空进行合作，主要为芬兰航空的国际航线提供中转服务。
2008年，芬兰通勤航空有雇员250多人。该年度总计运送旅客87万人次，比2007年增长45%；实现利润940万欧元，比2007年增长9.8%。公司预计2009年将运送超过100万人次的旅客。

## 目的地
截至2009年9月19日，芬兰通勤航空有如下19个通航目的地。
| 芬兰通勤航空通航目的地 | 芬兰通勤航空通航目的地         | 芬兰通勤航空通航目的地 | 芬兰通勤航空通航目的地 | 芬兰通勤航空通航目的地 |
| ---------------------- | ------------------------------ | ---------------------- | ---------------------- | ---------------------- |
| 国家                   | 城市                           | 机场                   | 机场代码               | 备注                   |
| 爱沙尼亚               | 塔林                           | 塔林伦纳特·梅里机场    | TLL                    | 见注释1                |
| 芬兰                   | 埃农泰基厄                     | 埃农泰基厄机场         | ENF                    | 冬季                   |
| 芬兰                   | 赫尔辛基                       | 赫尔辛基-万塔机场      | HEL                    | 枢纽                   |
| 芬兰                   | 约恩苏                         | 约恩苏机场             | JOE                    |                        |
| 芬兰                   | 于韦斯屈莱                     | 于韦斯屈莱机场         | JYV                    |                        |
| 芬兰                   | 凯米、托尔尼奥                 | 凯米-托尔尼奥机场      | KEM                    |                        |
| 芬兰                   | 基蒂莱                         | 基蒂莱机场             | KTT                    | 冬季                   |
| 芬兰                   | 科科拉、雅各布斯塔德、克鲁努比 | 克鲁努比机场           | KOK                    |                        |
| 芬兰                   | 库奥皮奥                       | 库奥皮奥机场           | KUO                    |                        |
| 芬兰                   | 库萨莫                         | 库萨莫机场             | KAO                    | 夏季                   |
| 芬兰                   | 波里                           | 波里机场               | POR                    |                        |
| 芬兰                   | 萨翁林纳                       | 萨翁林纳机场           | SVL                    |                        |
| 芬兰                   | 塞伊奈约基                     | 塞伊奈约基机场         | SJY                    |                        |
| 芬兰                   | 坦佩雷                         | 坦佩雷-皮尔卡拉机场    | TMP                    |                        |
| 芬兰                   | 图尔库                         | 图尔库机场             | TKU                    | 见注释1                |
| 芬兰                   | 瓦萨                           | 瓦萨机场               | VAA                    |                        |
| 芬兰                   | 瓦尔考斯                       | 瓦尔考斯机场           | VRK                    |                        |
| 德国                   | 斯图加特                       | 斯图加特机场           | STR                    | 见注释1                |
| 瑞典                   | 北雪平                         | 北雪平机场             | NRK                    |                        |

^  注解1：航班飞行任务由芬兰通勤航空实际执行，但市场（票务）由芬兰航空经营。

## 机队

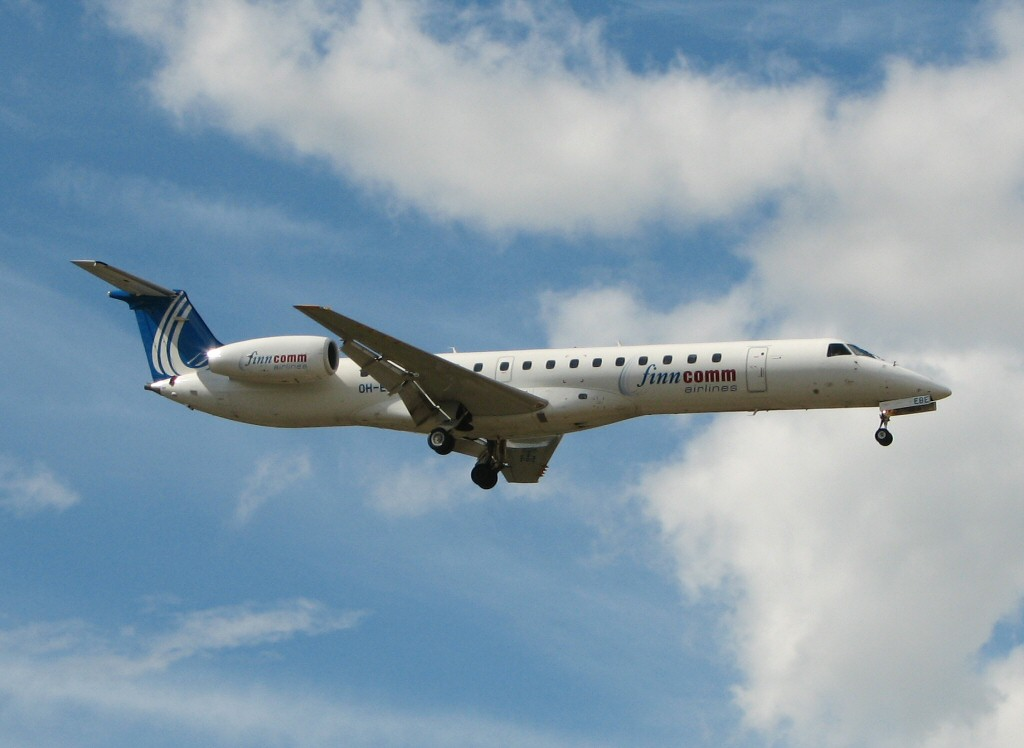
芬兰通勤航空的ERJ 145飞机

截至2009年9月，芬兰通勤航空的机队拥有以下飞机：